# Redrum (The X-Files)
«Redrum» es el sexto episodio de la octava temporada de la serie de televisión de ciencia ficción estadounidense The X-Files. Se estrenó en la cadena Fox el 10 de diciembre de 2000. La historia del episodio fue desarrollada por Steven Maeda y Daniel Arkin, el guion fue escrito por Maeda, y el episodio fue dirigido por Peter Markle. «Redrum» es una historia del «monstruo de la semana», desconectada de la mitología más amplia de la serie. El episodio recibió una calificación Nielsen de 8,1 y fue visto por 13,2 millones de hogares. En general, el episodio recibió críticas moderadamente positivas de los críticos.
La serie se centra en los agentes especiales del FBI Dana Scully (Gillian Anderson) y su nuevo compañero John Doggett (Robert Patrick) -después de la abducción extraterrestre de su antiguo compañero, Fox Mulder (David Duchovny)- que trabajan en casos relacionados con lo paranormal, llamados expedientes X. En este episodio, un abogado amigo de Doggett llamado Martin Wells intenta limpiar su nombre del crimen después de que su esposa es asesinada. Desafortunadamente para él, su percepción del tiempo retrocede día a día. Esto lleva a la confusión, pero en última instancia es una respuesta a quién mató a la esposa de Wells.
«Redrum» descrito por los críticos como un «suspenso tipo Twilight Zone», contó con la participación del actor Joe Morton, que había interpretado anteriormente un papel en la película de ciencia ficción de 1991 Terminator 2: Judgement Day junto con el coprotagonista de la serie Robert Patrick. El título del episodio fue elegido a propósito por el escritor del episodio Steven Maeda para ser «asesinato» en inglés deletreado al revés, en referencia a El resplandor de Stephen King. El personaje principal del episodio, Martin Wells, fue llamado así en honor al famoso autor del siglo XIX H. G. Wells.

## Argumento
Martin Wells (Joe Morton), un renombrado fiscal de Baltimore, se despierta en una celda de la prisión y nota una herida cosida en su mejilla derecha. Un guardia entra y lo lleva para su traslado. El viejo amigo de Wells, John Doggett (Robert Patrick), y la compañera de Doggett, Dana Scully (Gillian Anderson), lo esperan y avisan a los reporteros que están afuera. Al salir del edificio, un hombre que Wells reconoce saca una pistola y le dispara. Wells mira fijamente el reloj de Scully mientras muere. Las manecillas se detienen y luego comienzan a girar hacia atrás.
Al despertarse de nuevo, Wells se sorprende de no encontrar ninguna herida de bala en su cuerpo. Scully y Doggett llegan para interrogar a Wells, pero él está confundido sobre lo que está pasando. Un furioso Doggett afirma que ha sido acusado de asesinar a su esposa, Vicky (Ann-Marie Johnson), e inicialmente cree que Wells está fingiendo su confusión para construir una defensa por locura. Sin embargo, Doggett muestra signos de duda cuando nota la genuina angustia de Wells por la muerte de Vicky. Wells es llevado a juicio y reconoce a su suegro, Al Cawdry (Lee Duncan), como el hombre que le disparó. Cuando se anuncia que la próxima cita de Wells en el tribunal será el jueves, se da cuenta de que de alguna manera se remonta al día anterior al tiroteo. Cuando el juez decide trasladar a Wells a una celda diferente, hace una escena en el tribunal y acusa a Cawdry de planear matarlo durante el traslado. 
En su segundo encuentro del día con Scully y Doggett, Wells explica que no puede recordar los últimos días. Scully sugiere que tal vez sí lo hizo. Wells comienza a tener flashes del asesinato pero no están claros. Esperando en su celda, mata una araña. Más tarde, una cámara de su casa revela que la única persona que llegó entre la llegada de la policía y la última vez que su esposa se ve en la cámara es Martin Wells. Finalmente, Wells se reúne con sus abogados y les habla de lo que aparece en la cámara. Sin embargo, resulta que es miércoles: Wells está de alguna manera «viviendo la semana al revés».
Mientras va a encontrarse con Doggett y Scully, Wells es empujado hacia un juego de dominó y mientras junta las fichas es acuchillado en su mejilla derecha por un hombre con un tatuaje de una telaraña en su mano. Wells les dice a Doggett y Scully que está retrocediendo en el tiempo y no puede recordar los últimos días. Doggett es escéptico, pero Scully lo escucha. Wells dice que debe haber una razón para ello y Scully sugiere que la respuesta puede estar ya dentro de él. Estudiando las pruebas del caso, Wells tiene un destello del asesinato que revela el cuchillo en una mano con un tatuaje de tela de araña.
Martin se despierta en la casa de Doggett. Wells le dice a Doggett la descripción del asesino, pero el hombre no está encerrado aún porque eso no sucederá hasta el miércoles. Doggett y Wells llegan al apartamento y recuperan las imágenes de la cámara, pero descubren que alguien deshabilitó la cámara y usó su control remoto, un dispositivo que nadie conocía excepto el Sr. y la Sra. Wells y su niñera, Trina Gálvez. En la casa de Trina Gálvez, Wells y Doggett descubren al asesino, un hombre llamado César Ocampo (Danny Trejo), que amenazó con matar a la familia de Gálvez si ella le negaba la entrada. En la comisaría, Doggett le informa a Wells que Ocampo sólo quiere hablar con él. Ocampo revela que su hermano, Héctor, fue sentenciado a prisión por una prueba falsa. Wells negocia con César Ocampo, diciendo que si César confiesa el asesinato de Vicky, echará un vistazo al caso de su hermano. César le dice que Héctor se ahorcó en una celda de la cárcel hace unas semanas. Doggett llama a Martin Wells al pasillo y la policía arresta a Martin porque tienen un caso contra él. La prueba contra Ocampo aún no era lo suficientemente fuerte. 
Martin se despierta en una habitación de hotel, habiendo retrocedido a la noche del día anterior, poco más de dos horas antes de que el asesinato de su esposa se realice. Desesperado por salvarla, pero sin poder contactarla por teléfono, Martin en cambio visita a Doggett, y admite la supresión de pruebas, explicando que el hermano de Héctor Ocampo está buscando venganza. Doggett contacta a la policía local, mientras Wells corre a casa y encuentra a su esposa, aún con vida. De repente, escuchan a alguien más en la puerta. Ocampo aparece y acosa a Wells. Vicky Wells sale de su escondite y cuando Ocampo se prepara para degollarla es asesinado a tiros por los oportunos Doggett y Scully. Wells mira el reloj de Scully una vez más, viendo que sus manecillas comienzan a moverse hacia adelante nuevamente, indicando que cualquier fenómeno que lo envió hacia atrás en el tiempo ha llegado a su conclusión. Wells finalmente va a prisión por haber eliminado pruebas, un castigo que siente que merece.

## Producción

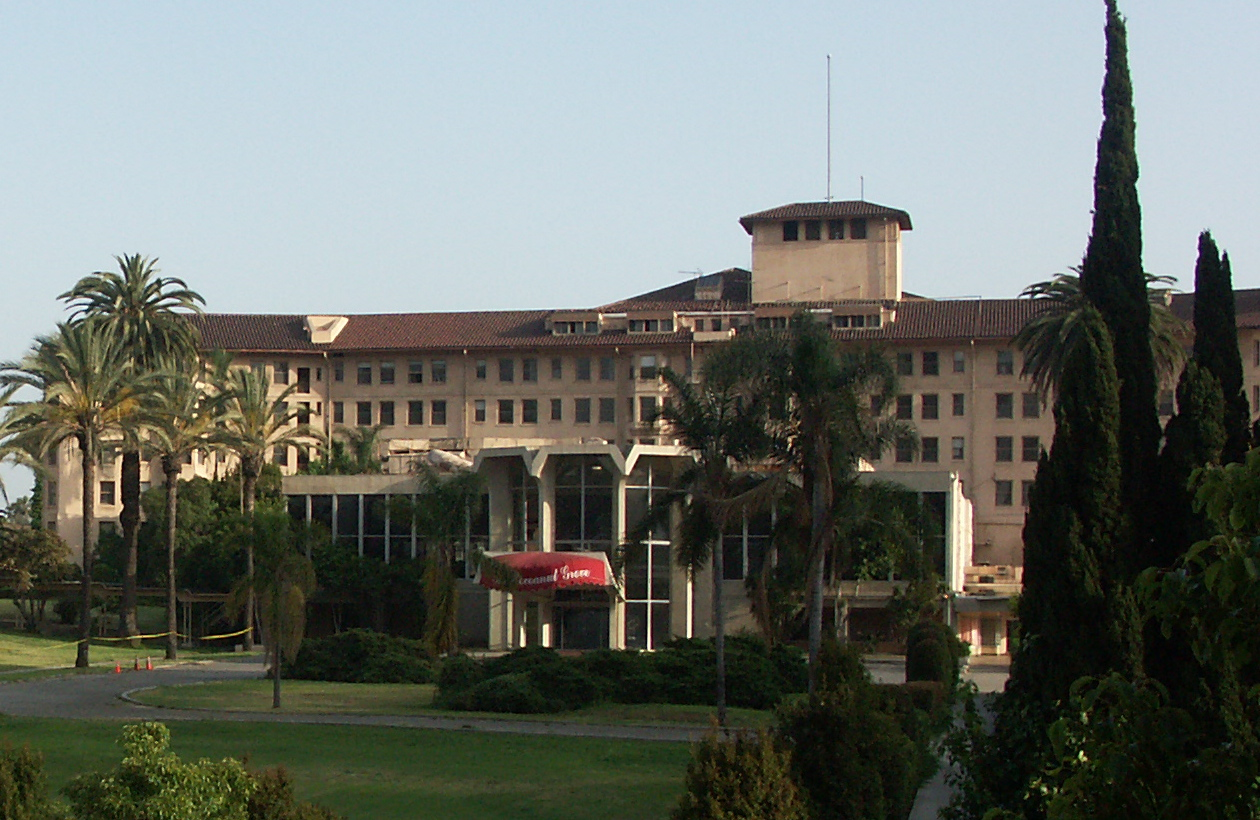
La escena del asesinato de Wells fue filmada en el Hotel Ambassador en Los Ángeles

«Redrum», descrito como un «thriller tipo Twilight Zone» en The Complete X-Files, fue desarrollado por Steven Maeda y Daniel Arkin, mientras que el guion para televisión fue escrito únicamente por Maeda. Maeda eligió deliberadamente el título para que fuera la escritura al revés de murder (asesinato en inglés). (El mismo recurso de la trama fue utilizado por el novelista, y ex escritor de X-Files, Stephen King en su libro El resplandor). Maeda usó la araña y su tela para simbolizar la confusión de Martin Wells por estar atrapado en su situación. Varios de los nombres del episodio eran alusiones a personajes históricos o conocidos del escritor. En particular, Martin Wells lleva el nombre del famoso autor del siglo XIX H.G. Wells, conocido por sus contribuciones a la ciencia ficción con La máquina del tiempo en 1896 y La guerra de los mundos en 1898. Además, el personaje de Janet Wilson, la abogada de Wells, fue nombrado basándose en la esposa de Maeda.
Wells fue interpretado por el destacado actor Joe Morton, quien anteriormente había desempeñado un papel en la película de ciencia ficción de 1991 Terminator 2: Judgment Day. Robert Patrick señaló más tarde que «Joe Morton es un actor fantástico. Nunca trabajamos juntos en [Terminator 2], pero estamos juntos en esa película. Y Joe era El hermano de otro planeta». La escena en la que Martin Wells es asesinado fue en el «legendario» Hotel Ambassador de Los Ángeles. Este lugar, que ha sido el lugar de rodaje de más de 200 producciones, es quizás más conocido como el lugar del asesinato del candidato presidencial Robert F. Kennedy a manos de Sirhan Sirhan en 1968.

## Recepción
«Redrum» se emitió por primera vez en Fox el 10 de diciembre de 2000. El episodio obtuvo una calificación Nielsen de 8,1, lo que significa que fue visto por el 8,1% de los hogares estimados de la nación. El episodio fue visto por 8,16 millones de hogares, y 13,2 millones de espectadores. El episodio se clasificó como el episodio número 40 más visto durante la semana que finalizó el 10 de diciembre. Fox promocionó el episodio con el lema «¿Cómo se detiene un asesinato que ya sucedió?».
La recepción de la crítica al episodio fue moderadamente positiva, aunque varios críticos criticaron los monólogos del episodio. La escritora de Television Without Pity, Jessica Morgan, calificó el episodio con una «B+». Morgan criticó la narrativa del episodio, señalando con sarcasmo que Martin Wells era un «hombre que podría tener una segunda oportunidad. En la vida. En verdad. En los monólogos pretenciosos y demasiado largos». Juliette Harrisson de Den of Geek escribió positivamente sobre el episodio, llamándolo «un excelente episodio al revés, en el que la audiencia queda satisfecha de que se haya evitado el horrible evento que lo provocó, pero el protagonista invitado tiene que pagar un alto precio por el feliz desenlace». Sin embargo, criticó un poco que el episodio «apenas presenta a los personajes regulares». Paula Vitaris de Cinefantastique le dio al episodio una crítica moderadamente positiva y le otorgó tres estrellas de cuatro. Ella llamó al episodio «un doble misterio: por un lado, la investigación de Martin sobre el asesinato de su esposa; y por el otro, una investigación sobre el funcionamiento de su propia alma». Vitaris también criticó el monólogo final y señaló que «la voz en off arruina el ambiente de la toma final».
Zack Handlen de The A.V. Club otorgó al episodio una «B+», y escribió que era un «ejemplo de un episodio que comienza fuerte, solo para titubear cuando se trata de continuar». Fue particularmente elogioso por la actuación de Morton, señalando que su presencia «compensa con creces» la falta de Doggett y Scully. Concluyó que el episodio es «inteligente porque el guion hace que Wells sea de alguna manera culpable de lo que sucedió, y trata de establecerlo como un duro despiadado», pero que «la revelación nunca es realmente satisfactoria». Robert Shearman y Lars Pearson, en su libro Wanting to Believe: A Critical Guide to The X-Files, Millennium & The Lone Gunmen, le dieron al episodio una crítica moderadamente positiva y lo calificaron con tres estrellas y media de cinco. Los dos notaron que el episodio fue «construido con gran habilidad por Steven Maeda y Daniel Arkin». A pesar de esto, Shearman y Pearson señalaron que «con la serie en constante cambio, este es un momento especialmente inútil para intentar un episodio que abandona tanto el estilo de la casa; The X-Files necesita urgentemente afirmar qué es, no lo que no es».